# Bonaparte à la Malmaison
Bonaparte à la Malmaison est un dessin à la pierre noire avec rehaut de blanc sur papier, exécuté par Jean-Baptiste Isabey, qui représente Napoléon Bonaparte alors Premier Consul dans les jardins du château de Malmaison. C'est la première représentation de Bonaparte en petit uniforme des guides de la Garde consulaire futurs Chasseurs à cheval de la Garde impériale, où on le voit porter la main dans son gilet, geste qui fut ensuite repris par de nombreux portraitistes dont Ingres, David, Robert Lefèvre, entre autres. Le dessin fut exposé au Salon de 1802, il est conservé au château de la Malmaison (inventaire RF1870 ; RF1065).

## Réalisation
Le dessin fut réalisé d'après nature par Isabey qui profita d'une promenade du Premier Consul pour saisir ses traits : 

« Là, j'exécutai le premier portrait en pied du général Bonaparte. Du matin au soir, je le voyais se promener solitairement dans le parc, les mains derrière le dos, absorbé dans ses conceptions ; il me fut aisé de saisir son expression pensive et la physionomie de sa tournure. Ce portrait terminé, je le présentai au général : la ressemblance lui en plut, il me félicita surtout de pouvoir travailler ainsi sans faire poser mon modèle. »